# Камал Бей
Камал Амір Бей (англ. Kamal Ameer Bey; нар. 3 січня 1998, Беллвуд, Іллінойс) — американський борець греко-римського стилю, чемпіон світу серед юніорів, чемпіон, срібний та бронзовий призер Панамериканських чемпіонатів, чемпіон Панамериканських ігор, учасник Олімпійських ігор.

## Життєпис
Боротьбою почав займатися з 2001 у віці трьох років. Його батько записав його в місцевий дитячий клуб, і з того часу він полюбив цей спорт. Його дружина Гана є дворазовою чемпіонкою штату Вірджинія з боротьби.
Виступає за борцівський клуб «Sunkist Kids» зі Скоттсдейла — передмістя Фінікса. Тренер — Герб Гаус.
Солдат армії США.

## Спортивні результати на міжнародних змаганнях

### Виступи на Олімпіадах
| Змагання                    | Збірна | Вагова категорія                 | Місце |
| --------------------------- | ------ | -------------------------------- | ----- |
| Літні Олімпійські ігри 2024 | США    | греко-римська боротьба, до 77 кг | 11    |

### Виступи на Чемпіонатах світу
| Змагання                        | Збірна | Вагова категорія                 | Місце |
| ------------------------------- | ------ | -------------------------------- | ----- |
| Чемпіонат світу з боротьби 2018 | США    | греко-римська боротьба, до 77 кг | 7     |
| Чемпіонат світу з боротьби 2022 | США    | греко-римська боротьба, до 77 кг | 31    |
| Чемпіонат світу з боротьби 2023 | США    | греко-римська боротьба, до 77 кг | 10    |

### Виступи на Панамериканських чемпіонатах
| Змагання                                   | Збірна | Вагова категорія                 | Місце  |
| ------------------------------------------ | ------ | -------------------------------- | ------ |
| Панамериканський чемпіонат з боротьби 2017 | США    | греко-римська боротьба, до 75 кг | 8      |
| Панамериканський чемпіонат з боротьби 2018 | США    | греко-римська боротьба, до 77 кг | 10     |
| Панамериканський чемпіонат з боротьби 2019 | США    | греко-римська боротьба, до 77 кг | Срібло |
| Панамериканський чемпіонат з боротьби 2023 | США    | греко-римська боротьба, до 77 кг | Золото |
| Панамериканський чемпіонат з боротьби 2024 | США    | греко-римська боротьба, до 77 кг | Бронза |

### Виступи на Панамериканських іграх
| Змагання                  | Збірна | Вагова категорія                 | Місце  |
| ------------------------- | ------ | -------------------------------- | ------ |
| Панамериканські ігри 2023 | США    | греко-римська боротьба, до 77 кг | Золото |

### Виступи на інших змаганнях
| Змагання                                                        | Збірна | Вагова категорія                 | Місце  |
| --------------------------------------------------------------- | ------ | -------------------------------- | ------ |
| Міжнародний меморіал Дейва Шульца 2016                          | США    | греко-римська боротьба, до 75 кг | 4      |
| Міжнародний меморіал Білла Фаррелла 2016                        | США    | греко-римська боротьба, до 75 кг | Золото |
| Клубний чемпіонат світу з боротьби 2016                         | США    | команда                          | 11     |
| Міжнародний меморіал Дейва Шульца 2017                          | США    | греко-римська боротьба, до 75 кг | Золото |
| Гран-прі Загреба з боротьби 2017                                | США    | греко-римська боротьба, до 80 кг | Бронза |
| Cerro Pelado International 2018                                 | США    | греко-римська боротьба, до 77 кг | Золото |
| Міжнародний меморіал Білла Фаррелла 2018                        | США    | греко-римська боротьба, до 77 кг | Золото |
| Гран-прі Німеччини з боротьби 2018                              | США    | греко-римська боротьба, до 77 кг | 17     |
| Міжнародний меморіал Дейва Шульца 2019                          | США    | греко-римська боротьба, до 82 кг | Золото |
| Гран-прі Угорщини з боротьби 2019                               | США    | греко-римська боротьба, до 77 кг | 9      |
| Меморіал Маттео Пелліконе 2020                                  | США    | греко-римська боротьба, до 77 кг | 7      |
| Меморіал Маттео Пелліконе 2022                                  | США    | греко-римська боротьба, до 77 кг | 8      |
| Відкритий чемпіонат Загреба з боротьби 2023                     | США    | греко-римська боротьба, до 77 кг | 25     |
| Меморіал Імре Поляка та Яноша Варги 2023                        | США    | греко-римська боротьба, до 77 кг | Срібло |
| Олімпійський кваліфікаційний турнір з боротьби 2024 (Акапулько) | США    | греко-римська боротьба, до 77 кг | 6      |
| Олімпійський кваліфікаційний турнір з боротьби 2024 (Стамбул)   | США    | греко-римська боротьба, до 77 кг | 4      |

### Виступи на змаганнях молодших вікових груп
| Змагання                                      | Збірна | Вагова категорія                 | Місце  |
| --------------------------------------------- | ------ | -------------------------------- | ------ |
| Чемпіонат світу з боротьби серед юніорів 2016 | США    | греко-римська боротьба, до 74 кг | 8      |
| Чемпіонат світу з боротьби серед юніорів 2017 | США    | греко-римська боротьба, до 74 кг | Золото |
| Чемпіонат світу з боротьби серед юніорів 2018 | США    | греко-римська боротьба, до 77 кг | 5      |
| Чемпіонат світу з боротьби серед молоді 2017  | США    | греко-римська боротьба, до 80 кг | 21     |